# Miss Tailandia
Miss Tailandia (en tailandés: นางสาวไทย; rtgs: Nang Sao Thai) es un concurso de belleza nacional en Tailandia. Se llevó a cabo por primera vez en 1934 bajo el nombre de Miss Siam (en tailandés: นางสาวสยาม; rtgs: Nang Sao Sayam). Desde 2023, la ganadora de este concurso representa al país en Miss Global.
La ganadora de Miss Tailandia solía representar al país en Miss Universo. Sin embargo, la organización perdió la licencia ante Miss Tailandia Universo en 2000. La última Miss Tailandia en representar al país en Miss Universo es Apisamai Srirangsan, Miss Tailandia 1999.
La actual Miss Tailandia es Chotnapa Kaewjarun de Phra Nakhon Si Ayutthaya, quien fue coronada el 25 de mayo de 2025. Kaewjarun representará a Tailandia en el Miss Cosmo 2025.

## Ganadoras
| Año                                                                         | Miss Tailandia              | Provincia                |
| --------------------------------------------------------------------------- | --------------------------- | ------------------------ |
| 2025                                                                        | Chotnapa Kaewjarun          | Phra Nakhon Si Ayutthaya |
| 2024                                                                        | Panida Kernjinda            | Chiang Mai               |
| 2023                                                                        | Chonnikarn Supittayaporn    | Chiang Mai               |
| 2022                                                                        | Manita Farmer               | Phuket                   |
| Debido al impacto de la pandemia de COVID-19, no hubo concurso en 2021      |                             |                          |
| 2020                                                                        | Natthapat Pongpraphan       | Nakhon Pathom            |
| 2019                                                                        | Sireethorn Leearamwat       | Bangkok                  |
| 2016                                                                        | Thanaporn Sriwirach         | Phayao                   |
| No hubo concurso debido a que no se encontró una nueva emisora organizadora |                             |                          |
| 2014                                                                        | Wilasini Chanwutthiwong     | Bangkok                  |
| 2013                                                                        | Adcharaporn Kanoknateesavad | Bangkok                  |
| 2012                                                                        | Prissana Kumpusiri          | Bangkok                  |
| 2010                                                                        | Kritchaporn Homboonyasak    | Chiang Mai               |
| 2009                                                                        | Ornwipa Kanoknateesawat     | Saraburi                 |
| 2008                                                                        | Panprapa Yongtrakul         | Bangkok                  |
| 2007                                                                        | Angkana Trirattanathip      | Bangkok                  |
| 2006                                                                        | Lalana Kongtoranin          | Bangkok                  |
| 2004                                                                        | Sirinya Sattayasai          | Bangkok                  |
| 2003                                                                        | Chalisa Boonkrongsap        | Lampang                  |
| 2002                                                                        | Patiporn Sittipong          | Chiang Mai               |
| 2001                                                                        | Sujira Arunpipat            | Bangkok                  |
| 2000                                                                        | Panadda Wongphudee          | Bangkok                  |
| 1999                                                                        | Apisamai Srirangsan         | Nakhon Pathom            |
| 1998                                                                        | Chalida Taochalee           | Bangkok                  |
| 1997                                                                        | Suangsuda Lawanprasert      | Nakhon Nayok             |
| 1995                                                                        | Pavadee Wicheinrat          | Bangkok                  |
| 1994                                                                        | Areeya Chumsai              | Bangkok                  |
| 1993                                                                        | Chattarika Ubonsiri         | Bangkok                  |
| 1992                                                                        | Ornanong Panyawong          | Chiang Mai               |
| 1991                                                                        | Jiraprapa Sawettanan        | Bangkok                  |
| 1990                                                                        | Passaraporn Chaimongkol     | Songkhla                 |
| 1989                                                                        | Yonlada Ronghanam           | Bangkok                  |
| 1988                                                                        | Porntip Nakhirunkanok       | Chachoengsao             |
| 1987                                                                        | Chutima Naiyana             | Bangkok                  |
| 1986                                                                        | Taweeporn Klungploy         | Nakhon Sawan             |
| 1985                                                                        | Tarntip Pongsook            | Nan                      |
| 1984                                                                        | Savinee Pakaranang          | Bangkok                  |
| 1972                                                                        | Kanok-orn Boonma            | Chachoengsao             |
| 1971                                                                        | Nipapat Sudsiri             | Kanchanaburi             |
| 1969                                                                        | Warunee Sangsirinavin       | Bangkok                  |
| 1968                                                                        | Sangduen Manwong            | Bangkok                  |
| 1967                                                                        | Apantree Prayutsenee        | Bangkok                  |
| 1966                                                                        | Prapussorn Panichkul        | Phetchaburi              |
| 1965                                                                        | Cheranand Savetanand        | Surat Thani              |
| 1964                                                                        | Apasra Hongsakula           | Bangkok                  |
| 1954                                                                        | Sucheela Srisomboon         | Lamphun                  |
| 1953                                                                        | Anong Atchawatthana         | Bangkok                  |
| 1952                                                                        | Prachit Thong-urai          | Bangkok                  |
| 1951                                                                        | Utsani Thongnuea-di         | Samut Songkhram          |
| 1950                                                                        | Amphon Burarak              | Chiang Rai               |
| 1948                                                                        | Latda Suwansupha            | Pattani                  |
| 1940                                                                        | Sawangchit Kharuehanon      | Bangkok                  |
| 1939                                                                        | Riam Petsayanawin           | Bangkok                  |
| Miss Siam                                                                   |                             |                          |
| 1938                                                                        | Phitsamai Chotiwut          | Bangkok                  |
| 1937                                                                        | Mayuri Wichaiwatthana       | Phra Nakhon Si Ayutthaya |
| 1936                                                                        | Wongduean Bhumiratna        | Bangkok                  |
| 1935                                                                        | Wani Laohakiat              | Bangkok                  |
| 1934                                                                        | Kanya Thiansawang           | Bangkok                  |

### Galería de ganadoras

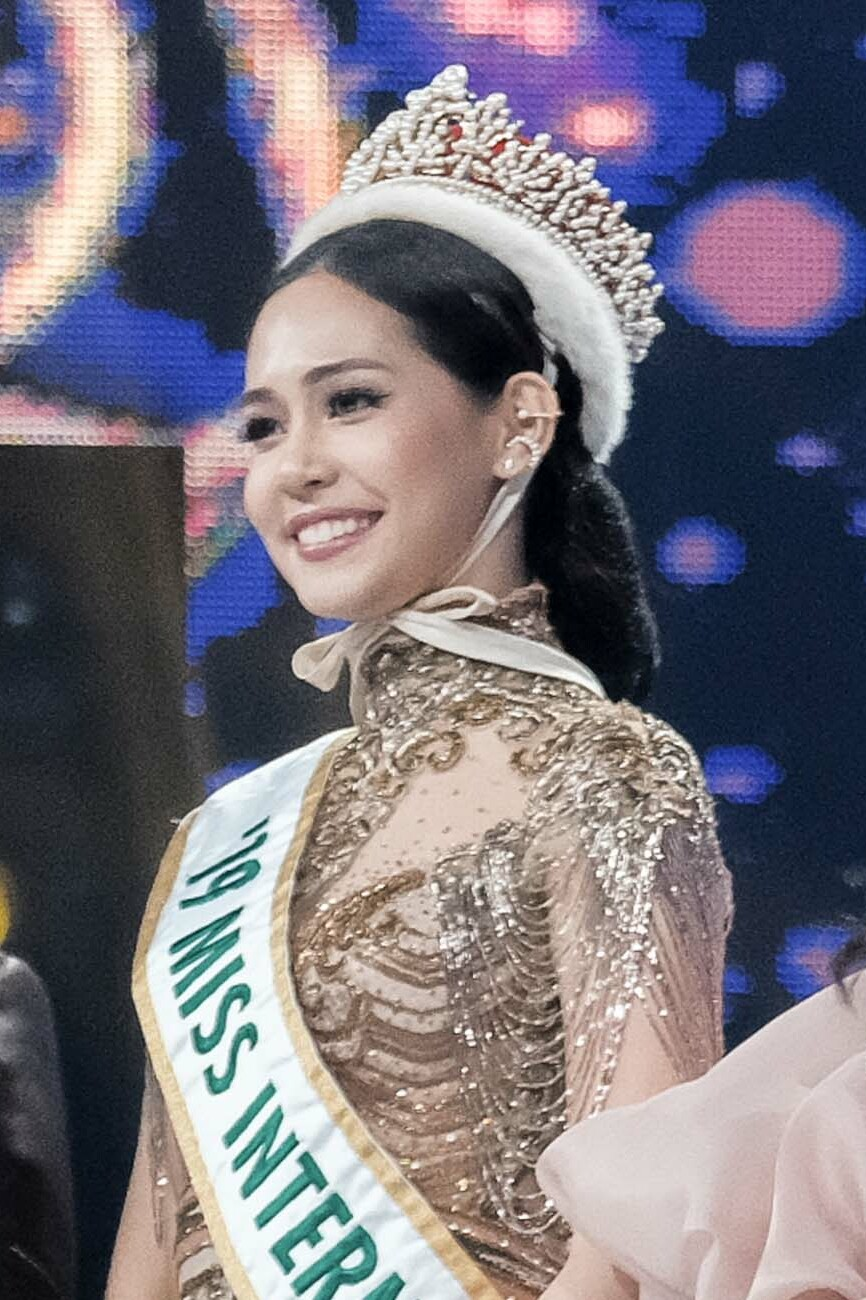
Miss Tailandia 2019 Sireethorn Leearamwat
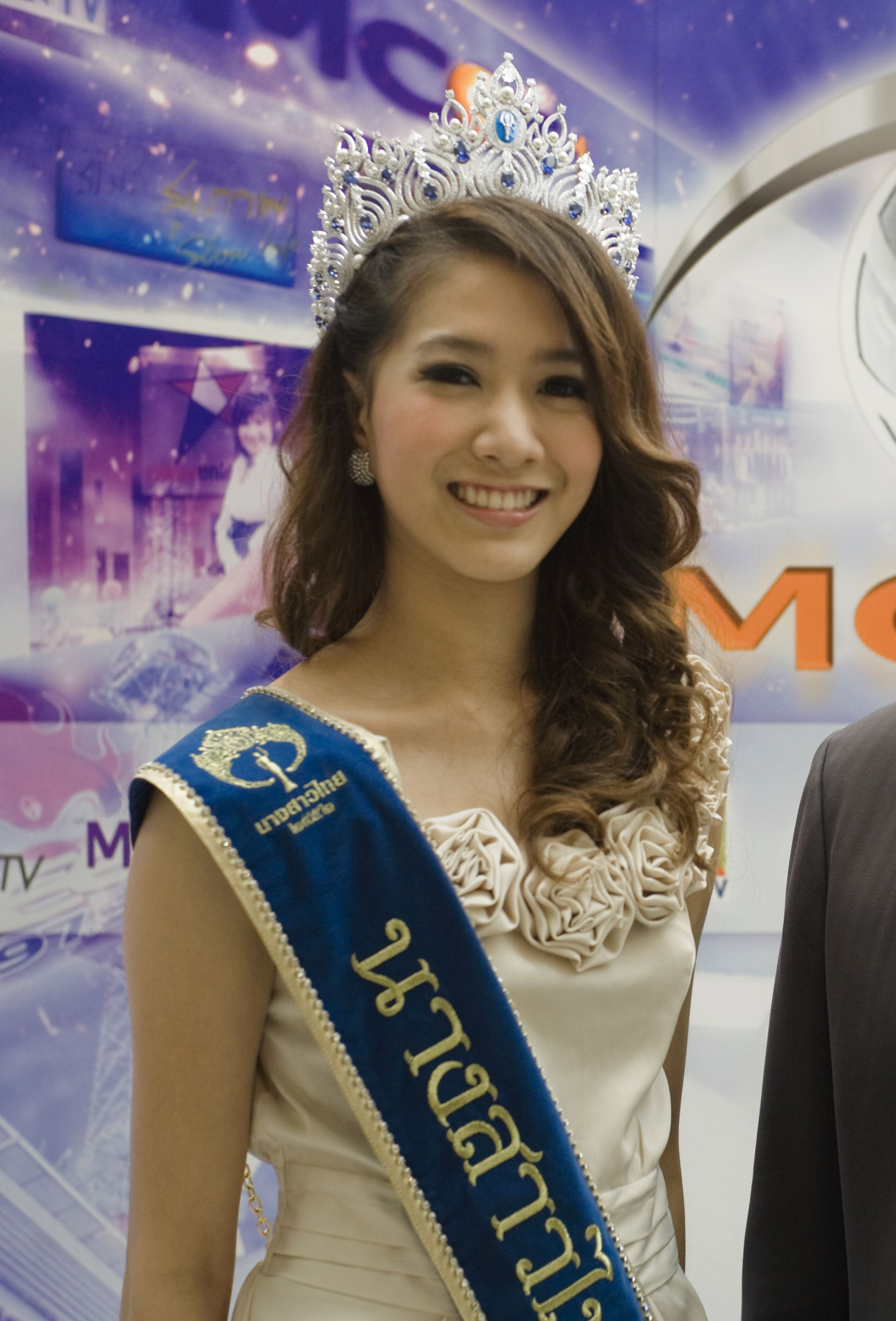
Miss Tailandia 2009 Ornwipa Kanoknateesawat
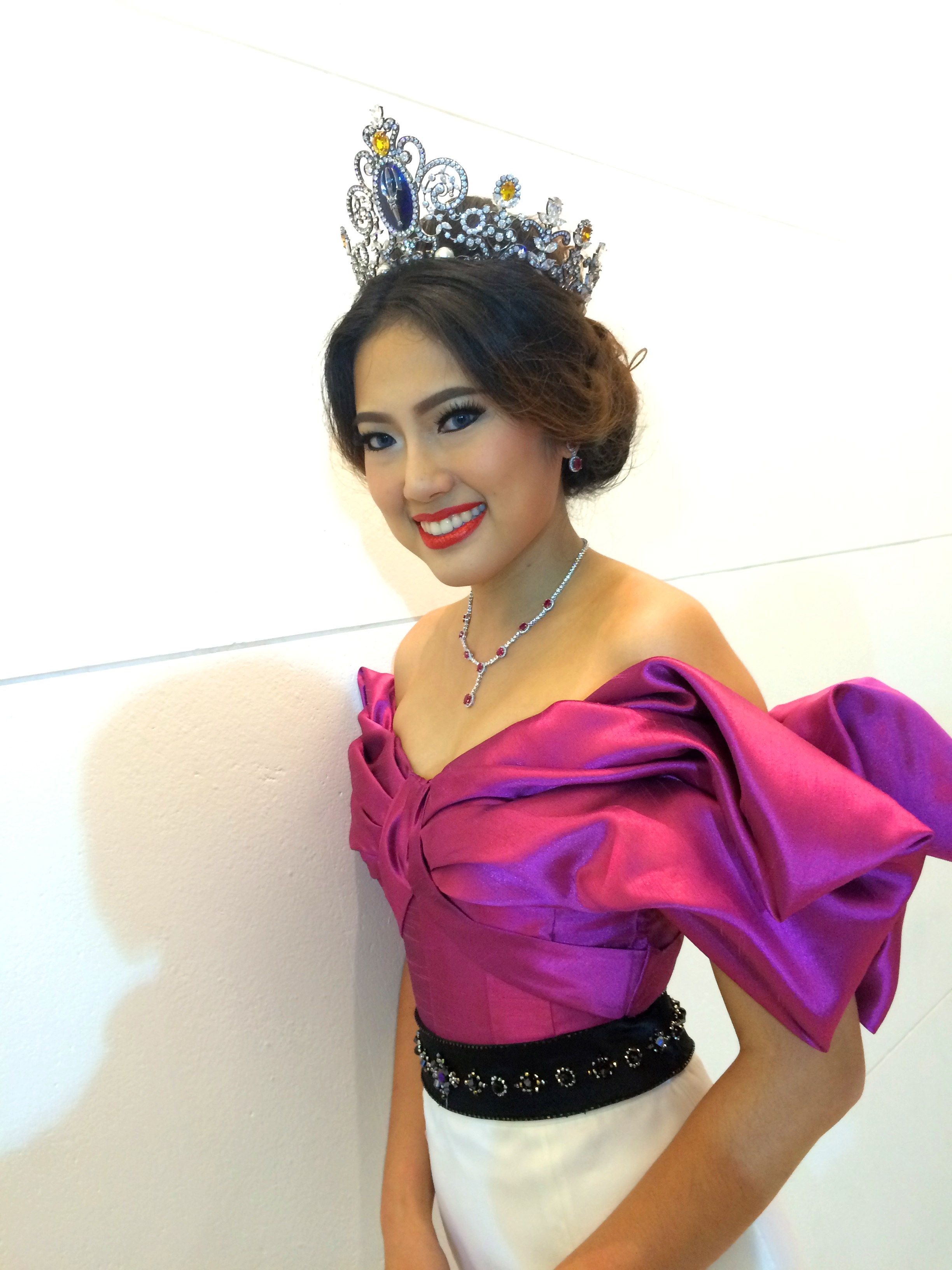
Miss Tailandia 2007 Angkana Trirattanathip
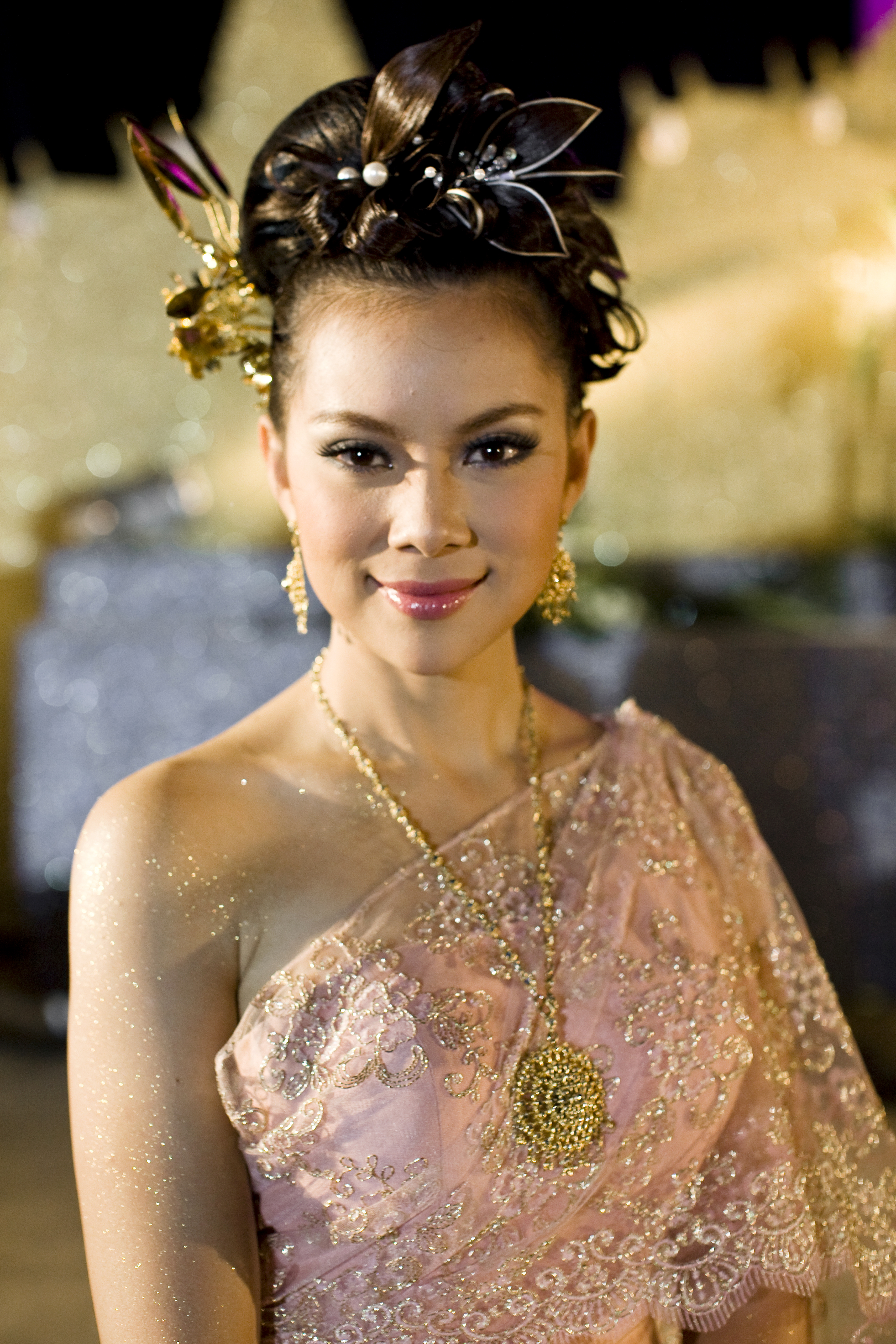
Miss Tailandia 2000 Panadda Wongphudee
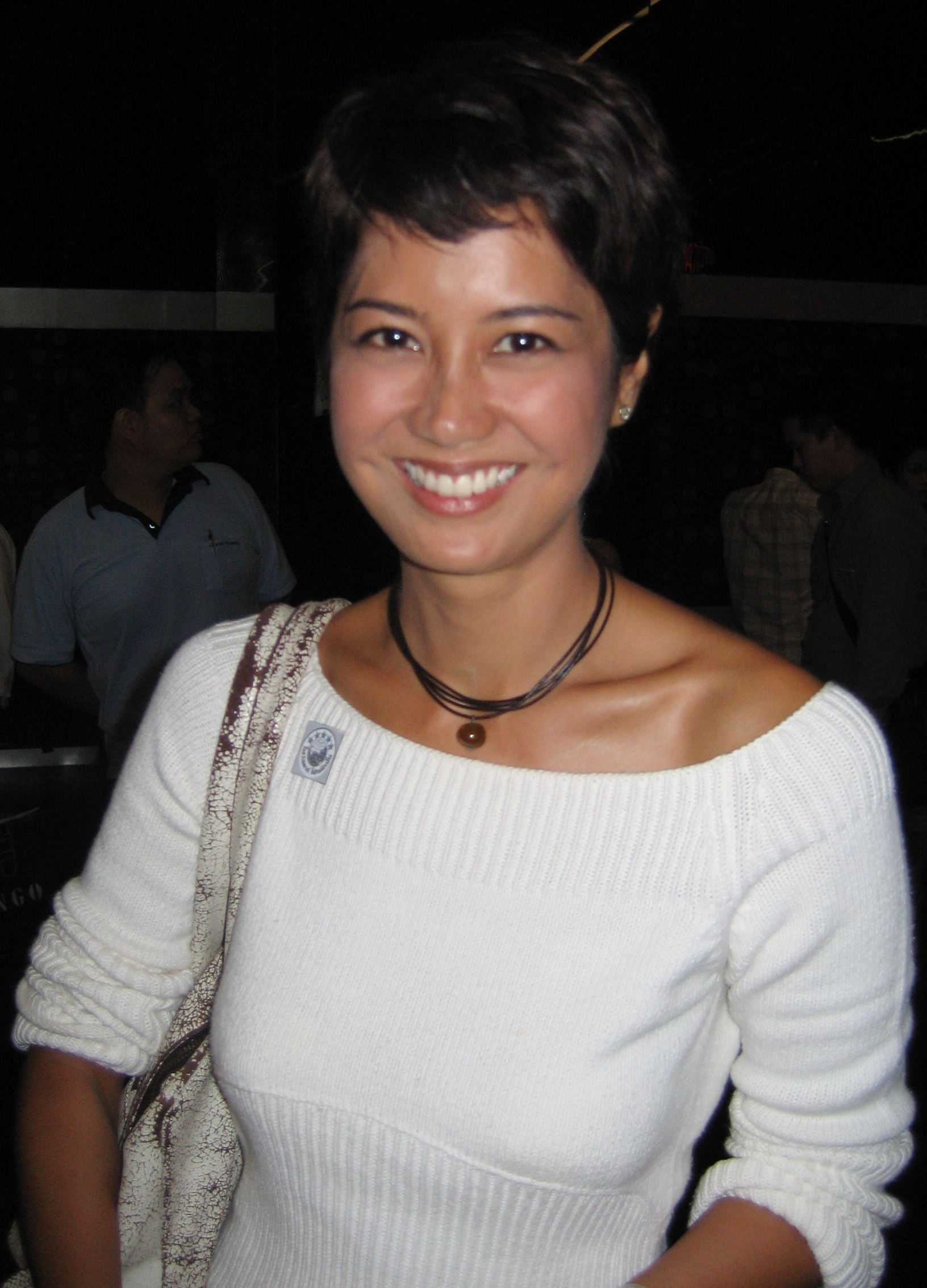
Miss Tailandia 1994 Areeya Chumsai
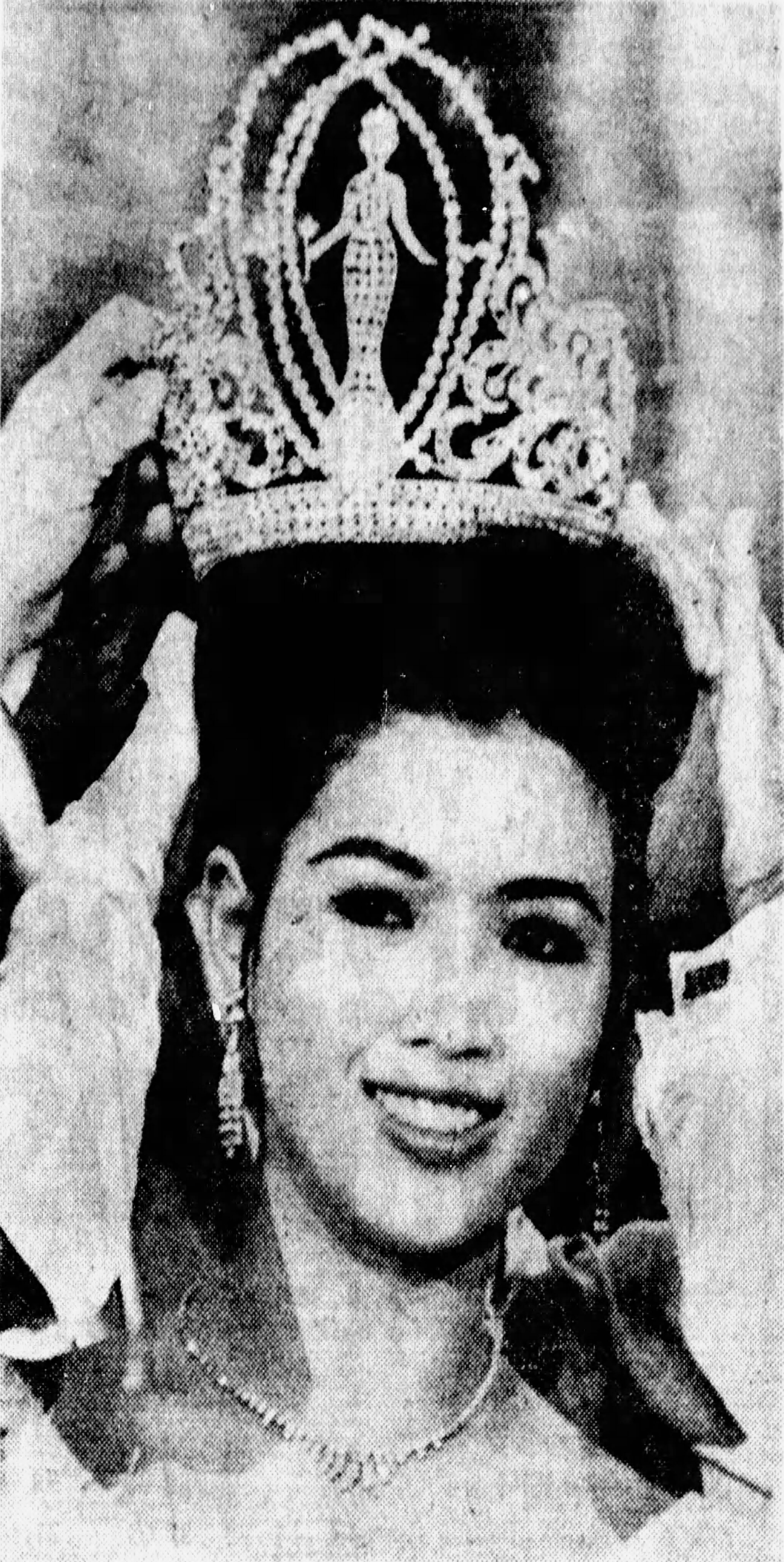
Miss Tailandia 1964 Apasra Hongsakula
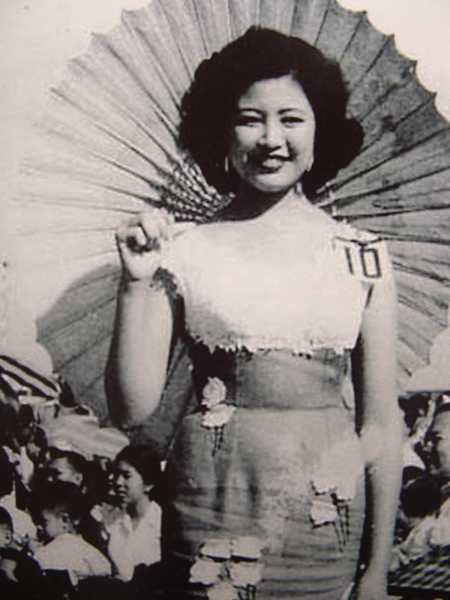
Miss Tailandia 1954 Sucheela Srisomboon
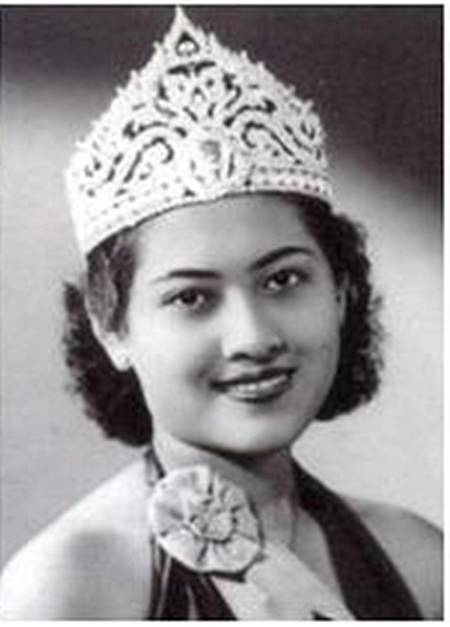
Miss Tailandia 1939 Riam Petsayanawin
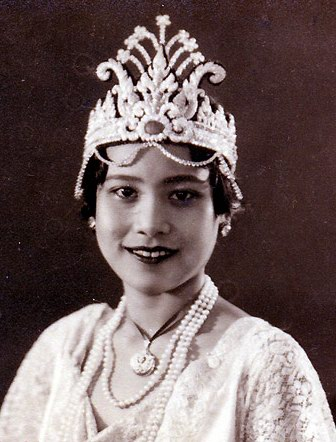
Miss Tailandia 1934 Kanya Thiensawang

## Representación internacional

### Miss Global
: Declarada como ganadora
     : Terminó como finalista
     : Terminó como una de las semifinalistas o cuartofinalistas
     : Terminó como ganadora de premios especiales
| Año  | Miss Global Tailandia    | Provincia  | Título nacional     | Posición en Miss Global | Premios especiales |
| ---- | ------------------------ | ---------- | ------------------- | ----------------------- | ------------------ |
| 2025 | Panida Kernjinda         | Chiang Mai | Miss Tailandia 2024 |                         |                    |
| 2023 | Chonnikarn Supittayaporn | Chiang Mai | Miss Tailandia 2023 | Segunda finalista       |                    |

### Miss Face of Humanity
: Declarada como ganadora
     : Terminó como finalista
     : Terminó como una de las semifinalistas o cuartofinalistas
     : Terminó como ganadora de premios especiales
| Año  | Miss Face of Humanity Tailandia | Provincia | Título nacional               | Posición en Miss Face of Humanity | Premios especiales |
| ---- | ------------------------------- | --------- | ----------------------------- | --------------------------------- | ------------------ |
| 2024 | Kunpariya Khonthong             | Nong Khai | Top 20 en Miss Tailandia 2024 | Primera finalista                 |                    |

### Miss Charm
: Declarada como ganadora
     : Terminó como finalista
     : Terminó como una de las semifinalistas o cuartofinalistas
     : Terminó como ganadora de premios especiales
| Años | Miss Charm Tailandia | Provincia    | Título nacional                      | Posición en Miss Charm | Premios especiales        |
| ---- | -------------------- | ------------ | ------------------------------------ | ---------------------- | ------------------------- |
| 2024 | Pornsirikul Puata    | Phatthalung  | 2.ª finalista de Miss Tailandia 2023 | Top 20                 |                           |
| 2023 | Patitta Suntivijj    | Pathum Thani | 4.ª finalista de Miss Tailandia 2020 | Top 20                 | - Mejor en Redes Sociales |

## Franquicias anteriores

### Miss Universo
: Declarada como ganadora
     : Terminó como finalista
     : Terminó como una de las semifinalistas o cuartofinalistas
     : Terminó como ganadora de premios especiales
| Año  | Miss Tailandia          | Provincia     | Título nacional                      | Posición en Miss Universo | Premios especiales                     |
| ---- | ----------------------- | ------------- | ------------------------------------ | ------------------------- | -------------------------------------- |
| 1999 | Apisamai Srirangsan     | Nakhon Pathom | Miss Tailandia 1999                  |                           |                                        |
| 1998 | Chalida Taochalee       | Bangkok       | Miss Tailandia 1998                  |                           |                                        |
| 1997 | Suangsuda Lawanprasert  | Nakhon Nayok  | Miss Tailandia 1997                  |                           |                                        |
| 1996 | Nirachala Kumya         | Chiang Mai    | Top 10 en Miss Tailandia 1995        |                           |                                        |
| 1995 | Pavadee Wicheinrat      | Bangkok       | Miss Tailandia 1995                  |                           |                                        |
| 1994 | Areeya Chumsai          | Bangkok       | Miss Tailandia 1994                  |                           | - Miss Kodak Smile                     |
| 1993 | Chattarika Ubonsiri     | Bangkok       | Miss Tailandia 1993                  |                           | - Mejor Traje Nacional (Top 10)        |
| 1992 | Ornanong Panyawong      | Chiang Mai    | Miss Tailandia 1992                  |                           | - Mejor Traje Nacional (1.ª finalista) |
| 1991 | Jiraprapa Sawettanan    | Bangkok       | Miss Tailandia 1991                  |                           |                                        |
| 1990 | Passaraporn Chaimongkol | Songkhla      | Miss Tailandia 1990                  |                           | - Miss Fotogénica                      |
| 1989 | Yonlada Ronghanam       | Bangkok       | Miss Tailandia 1989                  |                           | - Mejor Traje Nacional (2.ª finalista) |
| 1988 | Porntip Nakhirunkanok   | Chachoengsao  | Miss Tailandia 1988                  | Miss Universo 1988        | - Mejor Traje Nacional                 |
| 1987 | Chutima Naiyana         | Bangkok       | Miss Tailandia 1987                  |                           |                                        |
| 1986 | Taweeporn Klungploy     | Nakhon Sawan  | Miss Tailandia 1986                  |                           |                                        |
| 1985 | Tarntip Pongsuk         | Nan           | Miss Tailandia 1985                  |                           |                                        |
| 1984 | Savinee Pakaranang      | Bangkok       | Miss Tailandia 1984                  | Top 10                    |                                        |
| 1973 | Kanok-orn Bunma         | Chachoengsao  | Miss Tailandia 1972                  |                           |                                        |
| 1972 | Nipapat Sudsiri         | Kanchanaburi  | Miss Tailandia 1971                  |                           |                                        |
| 1971 | Warunee Sangsirinavin   | Phra Nakhon   | Miss Tailandia 1969                  |                           |                                        |
| 1969 | Sangduen Manwong        | Phra Nakhon   | Miss Tailandia 1968                  |                           | - Mejor Traje Nacional                 |
| 1968 | Apantree Prayutsenee    | Phra Nakhon   | Miss Tailandia 1967                  | Top 15                    |                                        |
| 1966 | Cheranand Savetanand    | Surat Thani   | Miss Tailandia 1965                  | Segunda finalista         |                                        |
| 1965 | Apasra Hongsakula       | Phra Nakhon   | Miss Tailandia 1964                  | Miss Universo 1965        |                                        |
| 1959 | Sodsai Vanijvadhana     | Phra Nakhon   | Designada                            | - Miss Simpatía           |                                        |
| 1954 | Amara Asavananda        | Phra Nakhon   | 2.ª finalista de Miss Tailandia 1953 |                           |                                        |

### Miss Internacional
: Declarada como ganadora
     : Terminó como finalista
     : Terminó como una de las semifinalistas o cuartofinalistas
     : Terminó como ganadora de premios especiales
| Año  | Miss Internacional Tailandia  | Provincia           | Título nacional                        | Posición en Miss Internacional | Premios especiales        |
| ---- | ----------------------------- | ------------------- | -------------------------------------- | ------------------------------ | ------------------------- |
| 2019 | Sireethorn Leearamwat         | Bangkok             | Miss Tailandia 2019                    | Miss Internacional 2019        | - Miss Internacional Asia |
| 2001 | Kanithakan Saengprachaksakula | Bangkok             | Top 10 en Miss Tailandia 2001          |                                |                           |
| 1992 | Pornnapha Theptinnakorn       | Bangkok             | Top 10 en Miss Tailandia 1992          |                                |                           |
| 1989 | Mayuree Chaiyo                | Nan                 | 2.ª finalista de Miss Tailandia 1988   |                                |                           |
| 1988 | Passorn Boonyakiat            | Bangkok             | Miss Fotogénica de Miss Tailandia 1988 |                                | - Miss Fotogénica         |
| 1987 | Prapaphan Bamrungthai         | Phitsanulok         | 4.ª finalista de Miss Tailandia 1987   |                                |                           |
| 1986 | Janthanee Singsuwan           | Bangkok             | Miss Fotogénica de Miss Tailandia 1986 |                                |                           |
| 1985 | Sasimaporn Chaikomol †        | Chanthaburi         | 2.ª finalista de Miss Tailandia 1985   |                                |                           |
| 1973 | Jintana Te-chamaneewat        | Bangkok             | Candidata de Miss Tailandia 1972       | Top 15                         |                           |
| 1972 | Sarinya Thattavorn            | Bangkok             | 1.ª finalista de Miss Tailandia 1971   |                                |                           |
| 1971 | Supuk Likitkul                | Bangkok             | Candidata de Miss Bangkok 1971         | Primera finalista              |                           |
| 1970 | Panarat Pisutthisak           | Bangkok             | 1.ª finalista de Miss Tailandia 1969   | Top 15                         |                           |
| 1969 | Usanee Phenphimol             | Nakhon Si Thammarat | Designada                              | Cuarta finalista               |                           |
| 1968 | Rungthip Pinyo                | Lamphun             | 1.ª finalista de Miss Tailandia1967    | Cuarta finalista               | - Miss Fotogénica         |

### Miss Mundo
: Declarada como ganadora
     : Terminó como finalista
     : Terminó como una de las semifinalistas o cuartofinalistas
     : Terminó como ganadora de premios especiales
| Año  | Miss Mundo Tailandia | Provincia | Título nacional                      | Posición en Miss Mundo | Premios especiales |
| ---- | -------------------- | --------- | ------------------------------------ | ---------------------- | ------------------ |
| 1968 | Pinnarut Tananchai   | Bangkok   | 4.ª finalista de Miss Tailandia 1967 | Top 15                 |                    |

### Miss Tourism Queen International
| Año  | Miss Tourism Queen Tailandia | Provincia    | Título nacional                      | Posición en Miss Tourism Queen International | Premios especiales |
| ---- | ---------------------------- | ------------ | ------------------------------------ | -------------------------------------------- | ------------------ |
| 2016 | Pimchanok Jitchoo            | Samut Prakan | 1.ª finalista de Miss Tailandia 2014 | Cuarta finalista                             |                    |